# Templo Expiatorio Nacional de San Felipe de Jesús
El Templo Expiatorio Nacional de San Felipe de Jesús es un templo católico ubicado en la calle Francisco I. Madero del Centro Histórico de la Ciudad de México.

## Historia
Fue construido en los terrenos que ocuparon la capilla de Nuestra Señora de Aranzazú del Templo de San Francisco, la cual fue demolida por su deterioro. Es obra de Emilio Dondé, y su construcción ocurrió entre 1886 y 1897. En la promoción de su construcción participó Carmen Romero Rubio, esposa de Porfirio Díaz. Fue inaugurado el 5 de febrero de 1897.
Su arquitectura es neorrománica, y en su interior la decoración es en su mayoría de mosaicos de estilo neobizantino.
En este templo están depositados los restos de Felix de Jesús Rougier. El templo está a cargo de la orden de los Misioneros del Espíritu Santo, y en ella se realiza desde 1900 el ritual católico de la adoración nocturna mexicana.